# のぞみ侑海
のぞみ 侑海（のぞみ ゆう）は、日本の漫画家。

## 来歴
デビュー前は種々の雑誌にイラストを投稿していたという。洗練された線と、可愛らしい登場人物に特徴がある。時折シビアでダークで不条理な展開が現れる場合もあるが、基本的には純愛を基調とした作風である。

## 作品リスト

### 単行本
1. 『ぽぽんが劇場』 （1997年7月初版発行、コアマガジン〈ホットミルクコミックス〉、ISBN 4-87734-138-2）
2. 『少女の日』 （2001年10月発売[1]、コアマガジン〈ホットミルクコミックス〉、ISBN 4-87734-491-8）
収録作品：「夏来にけらし」・「まつりの後」・「悩める美和ぽんの憂欝な一日（前・後）」・「不条理篇」・「天使」・「不条理篇」・「長靴をはいた猫」・「唐波さん家の猫ちゃん」・「なつのひ」
3. 『いとこ同士』 （2008年12月10日発売[1]、コアマガジン〈ホットミルクコミックス279〉、ISBN 978-4-86252-523-9）
収録作品：「夏の音」・「夏のぬるぬる」・「わんこ、じゃれる」・「やがてまた満ちる月」・「ある冬の日、彼と彼女は」・「ある週末、彼と彼女は」・「おいしいカレー」・「前世はツバメ」・「ALL YOU SAY IT…」・「彼女についてのコト」
4. 『メイドさんのち幼なじみ』 （2014年9月10日発売[1]、コアマガジン〈ホットミルクコミックス407〉、ISBN 978-4-86436-680-9）
収録作品：光のどけき春の日に」・「若さとは!?」・「雨音の情景」・「ドングリになれない人達のせいくらべ」・「Sweet Sister@Home～お年頃系～」・「空には月と太陽と」・「放課後の2人」・「めぐる想いの戻る場所」・「めぐりめぐってなごみごころ」・「冬のぬくぬく」

### 読み切り
- 春のおひさまがあんまり優し過ぎるから （Comicアリスくらぶ Vol.1、1997年、コアマガジン）
- なつのひ （Comicアリスくらぶ Vol.7、1998年）
- まつりの後… （漫画ばんがいち 1998年6月号、コアマガジン）
- 不条理篇 （漫画ばんがいち 1999年2月号）
- ふゆのひ （漫画ばんがいち  1999年3月号）
- 悩める美和ぽんの憂鬱な一日 （前篇・後篇）（漫画ばんがいち 1999年5月号・6月号）
- 或る男の悲劇 （漫画ばんがいち 1999年7月号）
- 天使 （漫画ばんがいち 1999年11月号）
- 不条理篇 （漫画ばんがいち 2000年3月号）
- 長靴をはいた猫 （漫画ばんがいち 2000年5月号）
- 夏来にけりし （漫画ばんがいち 2000年8月号）
- 唐波さん家の猫ちゃん （漫画ばんがいち 2001年6月号）
- なつのひ （漫画ばんがいち 2001年9月号）
- 春の夜 （漫画ばんがいち 2002年3月号）
- ユメゴコチ （コミックメガキューブvol.15  2002年6月、コアマガジン）
- 過ぎてゆく夏の夜 コミックメガキューブvol.18  2002年9月）
- つめえり姫 （コミックメガキューブvol.23、2003年2月）
- ALL YOU SAY IT… （漫画ばんがいち 2003年6月号）
- 残暑の名残り （COMICメガプラス VOL.15 - VOL.17、2005年1月 - 3月）
- 彼女についてのコト （漫画ばんがいち 2005年7月号）
- どきゅめんと ある夏の夜のひとコマ （COMICメガプラス  VOL.24、2005年10月、コアマガジン）
- ある冬の日、彼と彼女は （漫画ばんがいち 2006年4月号）
- ある週末、彼と彼女は （漫画ばんがいち 2006年6月号）
- やがてまた満ちる月 （漫画ばんがいち 2006年12月号）
- 狐につままれた話 （漫画ばんがいち 2007年6月号）
- 夏の音 （ね） （漫画ばんがいち 2007年9月号）
- Delicious Curry （おいしいカレー Hidden tastes are a gentle embrance and small tears）[2] （漫画ばんがいち 2008年3月号）
- わんこ、じゃれる （漫画ばんがいち 2008年5月号）
- 前世はツバメ （漫画ばんがいち 2008年8月号）
- 夏のぬるぬる （漫画ばんがいち 2008年10月号）
- AN INSATIABLE HIGH （漫画ばんがいち 2009年1月号）
- 光のどけき春の日に （漫画ばんがいち 2009年5月号）
- 放課後の2人 （漫画ばんがいち 2009年8月号）
- 若さとは!? （漫画ばんがいち 2010年1月号）
- 空には月と太陽と （漫画ばんがいち 2010年5月号）
- 純情少女はネズ吉ランドの夢を見るか? （漫画ばんがいち 2010年10月号）
- 冬のぬくぬく （漫画ばんがいち 2011年5月号）
- Sweet Sister@Home～お年頃系～ （漫画ばんがいち 2011年9月号）
- めぐる想いの戻る場所 （漫画ばんがいち 2011年12月号）
  - めぐりめぐってなごみごころ （漫画ばんがいち 2012年4月号）
- 雨音の情景 （漫画ばんがいち 2012年7月号）
- ドングリになれない人達のせいくらべ （漫画ばんがいち 2012年11月号）
- 夢の通路 （漫画ばんがいち 2014年7月号、11月号）